# Luc Flad
Luc Flad (* 17. Mai 1935; † 19. Februar 2012) war ein niederländischer Fußballspieler.
Flad war in den 1950er Jahren für DOS aus Utrecht aktiv. Er war in der Saison 1954/55 der erste Torschütze nach Einführung des Profifußballs in den Niederlanden; in der Begegnung von DOS gegen BVC Amsterdam erzielte er nach 32 Sekunden den Führungstreffer zum 1:0. Er gehörte zum DOS-Team, das 1958 die niederländische Meisterschaft gewann. 
Flad starb 76-jährig im Februar 2012.